# Illes Dionisíades
Les Illes Dionisíades són tres petits illots deshabitats al nord de l'illa grega de Creta, a unes 10 milles nàutiques al nord de Sitia, a la badia de Sitia, a l'oest del cap Sídero. Són de sud a nord: Paximada (Παξιμάδα), Dragonara (Δραγονάρα) i Giannissada (Γιαννισάδα).
A Dragonada hi ha restes de tombes cristianes i el que ara és l'únic edifici de les illes, la petita església d'Hàgios Antónios (Άγιος Αντώνιος).
A causa de la situació exposada al vent i la pluja, l'erosió ha deixat aquestes illes pràcticament sense sól, amb l'excepció de Dragonara, on creix la savina (Juniperus phoenicea). Els intents d'utilitzar les illes per al pasturatge d'ovelles o cabres han fracassat.
Els penya-segats d'aquestes illes proporcionar el lloc ideal per als nius de diverses espècies d'aus. Hi són importants les colònies de cria de la baldriga cendrosa (Calonectris diomedea) i el falcó marí (Falco eleonorae). Són també un important lloc de parada per a les aus migratòries, ja que la terra més propera cap al nord del Mar Egeu és a uns 100 km de distància.